# Theo de Jong
Theodorus ("Theo") Jacob de Jong (Leeuwarden, 11 de agosto de 1947) é um ex-futebolista e treinador neerlandês, que atuava como meia.

## Carreira
Theo de Jong fez parte do elenco da Seleção Neerlandesa de Futebol que disputou a Copa do Mundo de 1974.

## Títulos
- Países Baixos
  - Vice-Copa do Mundo de 1974

## Ligações Externas
- Perfil em FIFA.com (em inglês)